# Rebecca Netzler
Rebecca Netzler (22 de julho de 1995) é uma velejadora sueca.

## Carreira
Junto com Vilma Bobeck, Netzler levou a medalha de prata no Campeonato Mundial na vela na classe 49erFX em 2022 e 2024, e em 2023 conseguiu o ouro na mesma competição. Nos Jogos Olímpicos de Verão de 2024, Bobeck e Netzler conquistaram a prata na mesma classe.